# モット・アンド・ベーリー

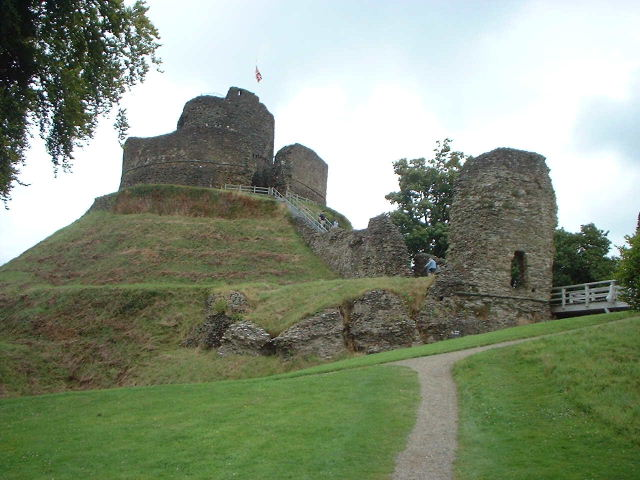
ローンセストン城。封建時代のモット・アンド・ベーリー跡

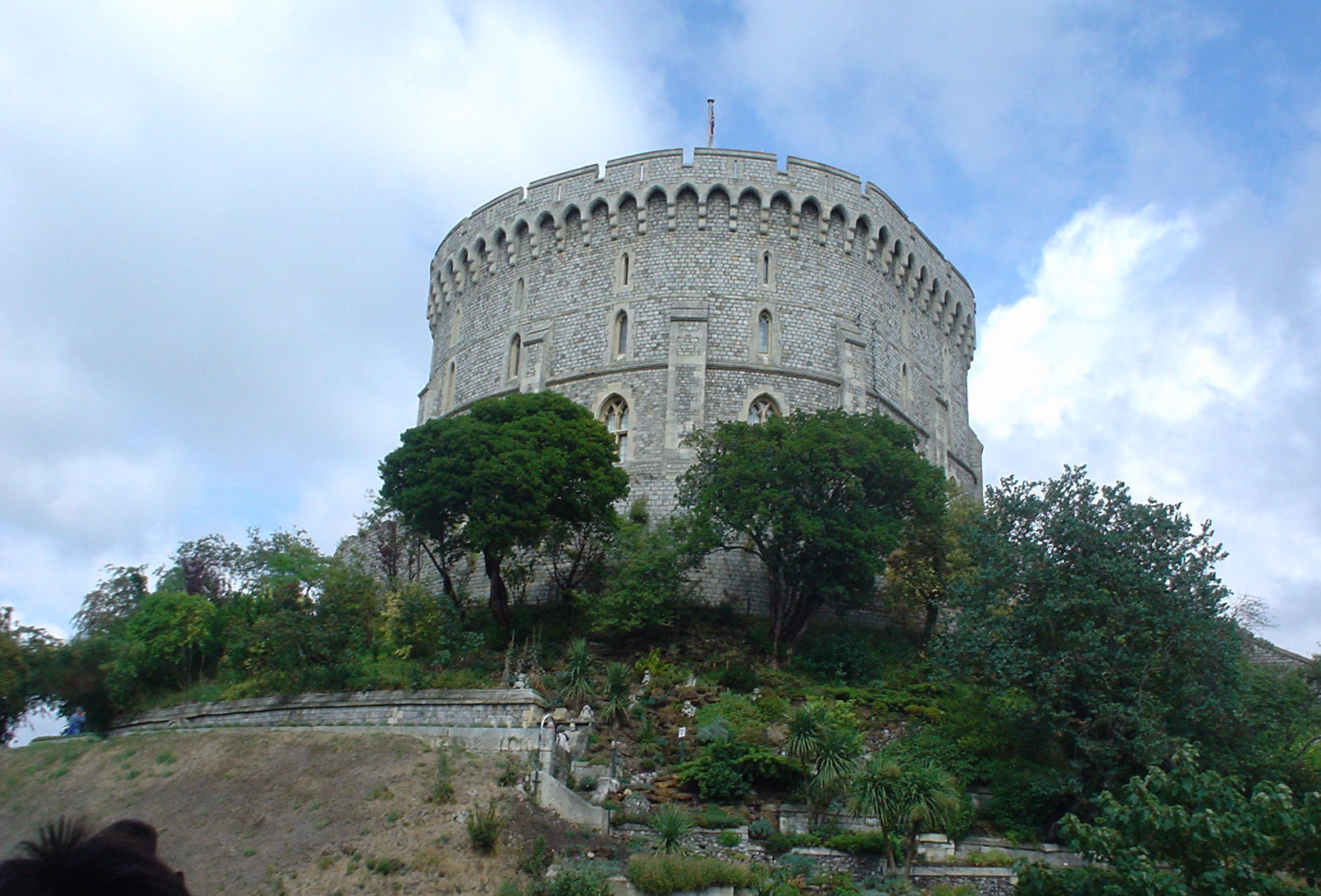
モットの土塁の上に建てられたウィンザー城のラウンドタワー

モット・アンド・ベーリー（英: Motte-and-bailey）とは、モットと呼ばれる小高い丘の上に設置された木製または石造のキープと、矢来や防御用の堀などで囲まれた中庭若しくはベーリーとで構成された西洋の要塞施設のことである。
このタイプの城は、特別なスキルを持たない未熟な労働者でも比較的容易に建築することができ、また軍事的にも強力な城であった。そのため、北ヨーロッパ地方でよく造られたこの城は、10世紀後半から11世紀にかけてノルマンディーやアンジュー地方からドイツ地方にまで広がった。またノルマン人はモット・アンド・ベイリー形式の城をイングランドやウェールズ地方に広め、それが12世紀から13世紀頃にはスコットランドやアイルランド、ネーデルラントやデンマークに伝播していった。
イングランドにおけるモット・アンド・ベイリー形式の城の著名な例としてよく挙げられるのはウィンザー城である。13世紀の終わり頃には、当時の新たな様式の城に取って代わらたが、モット・アンド・ベイリー形式の城で用いられていた土塁は今でも多くの国々で目立った存在となっている。

## 名称
モット・アンド・ベーリーという語は、比較的近代に作られた語である。Motte（モット）は、フランス方言のラテン語 mota から来た言葉で、最初は芝という意味であったが、芝の土塁を指すようになり、12世紀頃には城の設計を指すようになった 。bailey（ベーリー）は、「低い庭」を意味するノルマン語の baille または basse-cour から来ている。中世の資料によると、これらのベーリーと城の複合体を指す語として、ラテン語の castellum が使用されていた。Castellum は、英語の castle （城）の元になった語である。

## 構造

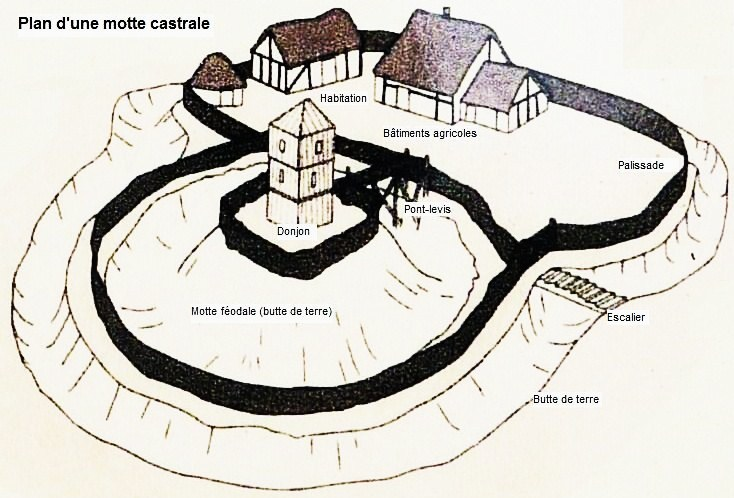
モット城郭の地図

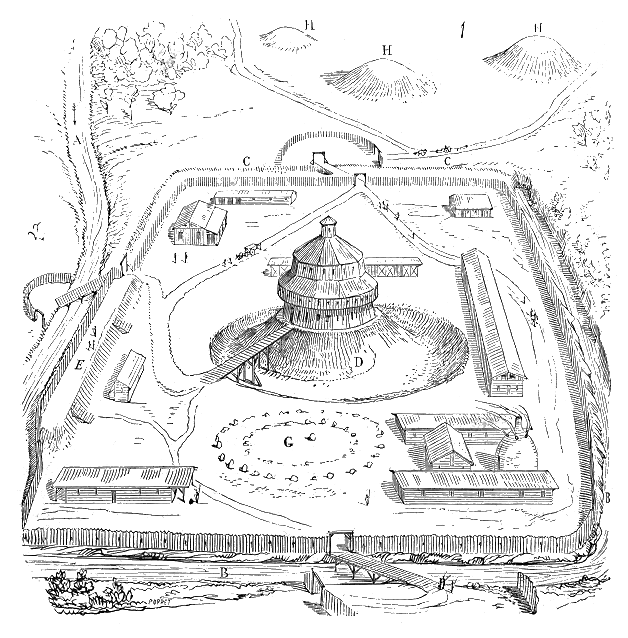
19世紀のウジェーヌ・エマニュエル・ヴィオレ・ル・デュクによる la Tusque の修復画

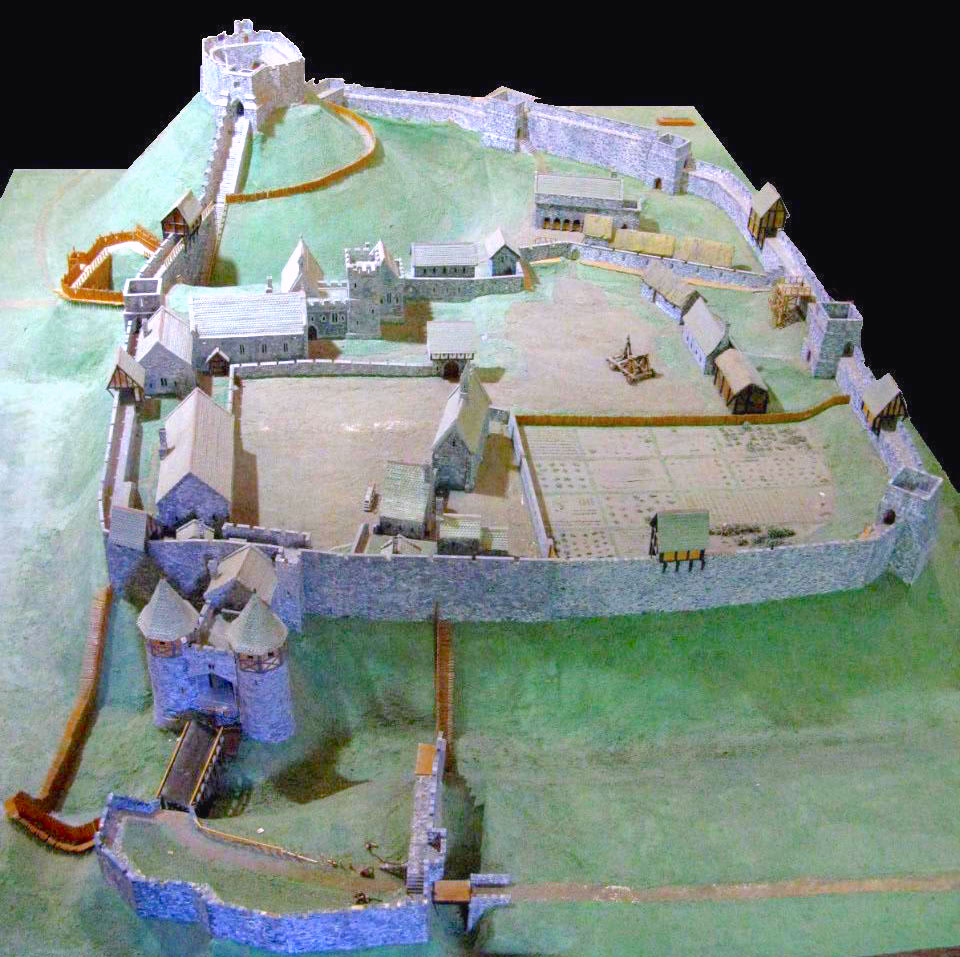
14世紀のカリスブルック城を再現した模型

モットは小山（小丘）、ベーリーは外壁に囲まれた領域（曲輪）を意味する。平地や丘陵地域の周辺の土を掘りだして、堀（多くは空堀）を形成し、その掘り出した土で小山や丘に盛土をした。小山は粘土で固めて、その頂上に木造または石造のキープ（天守）を作り、丘を木造の屏で囲んで、貯蔵所、住居などの城の施設が作られた。
モット・アンド・ベーリー型の城は、手早く建築できるのが特徴で、火災で焼けた砦の土台の上にドーヴァー砦を8日間で作り上げたという記録もある。このため、ノルマン征服後にウィリアム1世やノルマン貴族が、イングランドやウェールズ、スコットランドの境界に数多く築城した。イギリスでは、現在でもモット城郭の跡である小山を各所で見ることができる。また、フランスにおいては王権が弱かったため、各地の弱小領主が競って自領に建築した。

### モット
モットは大地から起伏している丘のような場所で、頂上に木か石の城砦を建てている。これらは自然の丘を利用した物か、人工的に作ったものかの判別は難しい。いくつかは青銅器時代の墳丘墓を利用している。モットのサイズは高さ3-30m、直径は30-90mである。3m以上とするのは軍用以外にも使用される小さな塚を除外するためのものである。イングランドとウェールズにおいて、10m以上は7％、10-5mは24%、5m以下は69%である。
モットは、周囲の堀を掘り起こした土などから盛土をしてから天守を建てたり、最初に塔を建ててから部分的に埋めて地下室・地下通路にしたり、完全に埋めてさらに上に建物を建てるなどして建造する。

### ベーリー
ベーリーは、モットの下の平地であり、堀や矢来などの壁に囲まれた場所である。可能な場合、堀には水がひかれ水堀・人工池などとした。ベーリーの内には、兵舎、倉庫、厩舎などがあり経済の中心であった。こういったベーリーは2か所以上ある場合もあり、それらは仮設橋を伸ばして接続された。
ベーリーの形状は比較的バリエーションがあるが、2か所以上ある場合は、モットを内側として、その一つ外をインナーベーリー、その外にあるアウターベーリーとすることもあった。

## 歴史

### モット・アンド・ベイリーの出現

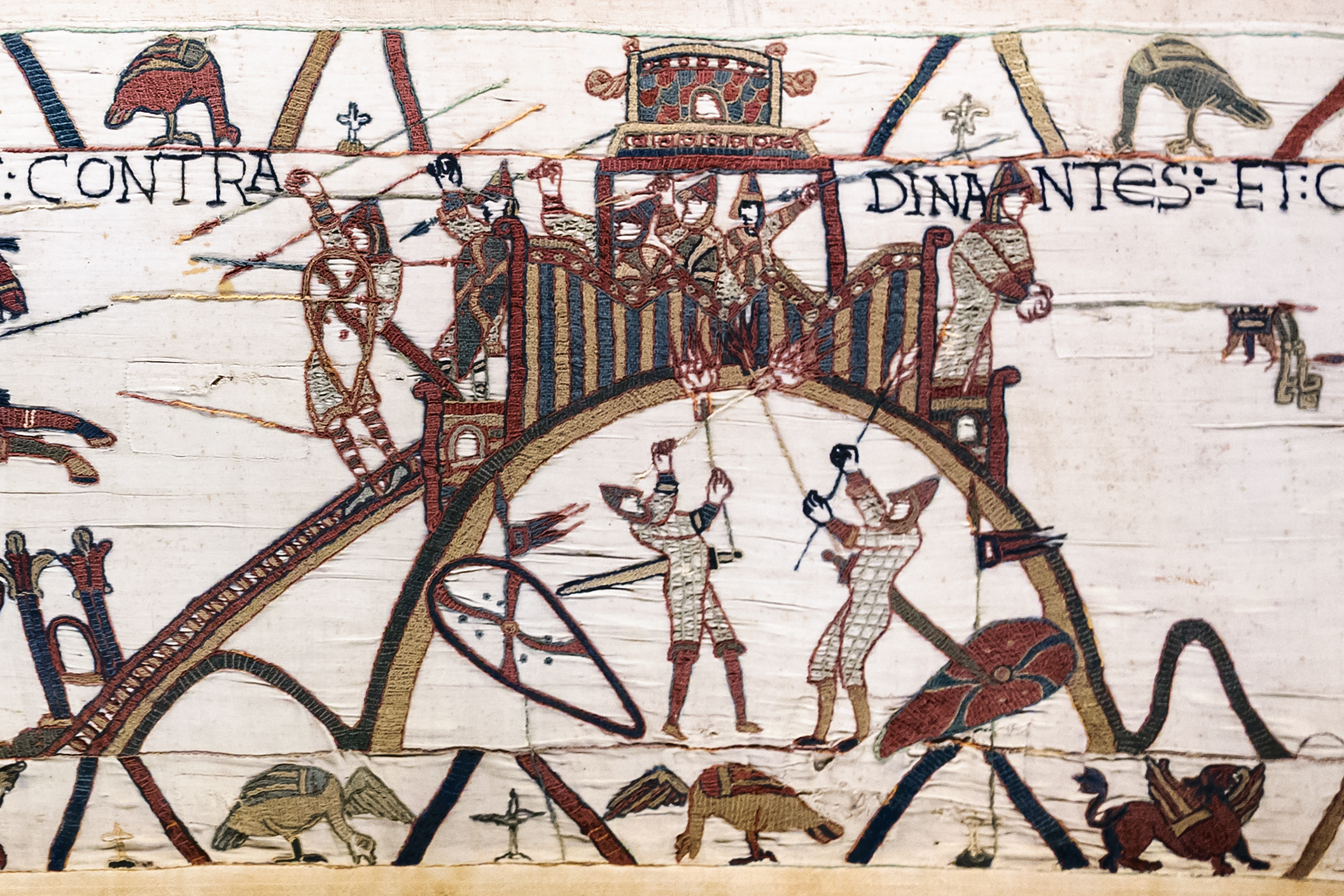
ブルターニュのディナン城を攻城する場面を描いたバイユーのタペストリーの一節。パリセードと呼ばれる尖った木や竹を並べて作る防御壁がモットの上に建てられているのが分かる。

モット・アンド・ベイリーの城は、特に北ヨーロッパ特有の形態であり、ノルマンディーとイギリスに多く見られるが、デンマーク、ドイツ、南イタリア、そして時にはそれ以外の地域でも確認されている。ヨーロッパの城は、カロリング帝国の崩壊によって領地が諸侯に分割され、マジャール人やノース人の脅威にさらされた9世紀から10世紀にかけて初めて出現した。このような背景から、モットー・アンド・ベイリー形態の起源と北欧への伝播については様々な説明がなされており、学会では軍事的な理由を強調する説と社会的な理由を強調する説の間でしばしば論争が起こっている。一説には、これらの城は特に外敵の攻撃から守るために建てられた、というものがある。この説は論争の最中ではあるものの、アンジュー家がヴァイキングの襲撃から守るためにこれらの城を建造し始め、その設計が、スラブやハンガリーの辺境での襲撃に対応するためヨーロッパ全土に広まったというのがこの説の大まかな流れである。また、この城の様式がヴァイキングの血を引くノルマン人の城と関係があることから、実はもともとヴァイキングが編み出した設計であり、それがヴァイキングの北フランス流入に伴いノルマンディーやアンジューに伝わってきたものだという説もある. 。モット・アンド・ベイリー形式の城は確かに襲撃からの防衛という観点では効果的であったものの、歴史家アンドレ・ドゥボールが指摘するように、モットー・アンド・ベイリー形式の城の軍事的運用に関する歴史的・考古学的記録は比較的限られている。